# USS Gherardi (DD-637)
USS Gherardi (DD-637/DMS-30) là một tàu khu trục lớp Gleaves được Hải quân Hoa Kỳ chế tạo trong Chiến tranh Thế giới thứ hai. Nó đã tham gia suốt Thế Chiến II, cải biến thành một tàu quét mìn cao tốc với ký hiệu lườn DMS-30, sống sót qua cuộc xung đột, tiếp tục phục vụ cho đến khi ngừng hoạt động năm 1955 và bị đánh chìm như một mục tiêu năm 1973. Nó là chiếc tàu chiến duy nhất của Hải quân Hoa Kỳ được đặt theo tên Chuẩn đô đốc Bancroft Gherardi (1832-1903), người tham gia các cuộc Chiến tranh Mexico-Hoa Kỳ và cuộc Nội chiến Hoa Kỳ.

## Thiết kế và chế tạo
Gherardi được chế tạo tại Xưởng hải quân Philadelphia. Nó được đặt lườn vào ngày 16 tháng 9 năm 1941; được hạ thủy vào ngày 12 tháng 2 năm 1942, và được đỡ đầu bởi bà Christopher Robinson, cháu nội Chuẩn đô đốc Gherardi. Con tàu được cho nhập biên chế cùng Hải quân Hoa Kỳ vào ngày 15 tháng 9 năm 1942 dưới quyền chỉ huy của Thiếu tá Hải quân J. W. Schmidt.

## Lịch sử hoạt động

### Đại Tây Dương và Địa Trung Hải
Sau khi hoàn tất chạy thử máy và huấn luyện tại vùng biển ngoài khơi Casco Bay, Maine và Newport, Rhode Island, Gherardi khởi hành từ Philadelphia, Pennsylvania vào ngày 1 tháng 1 năm 1943, thực hiện các chuyến hộ tống vận tải đến vịnh Guantánamo, Cuba; Port Arthur và Galveston, Texas trước khi quay trở về New York vào ngày 7 tháng 2. Nó rời New York vào ngày 15 tháng 2, thực hiện chuyến đầu tiên trong tổng số mười chuyến vượt Đại Tây Dương, quay trở về New York từ Casablanca vào ngày 14 tháng 4. Sau một chuyến đi đến Newfoundland vào tháng 5, nó rời Hampton Roads, Virginia vào ngày 8 tháng 6 để đi sang Địa Trung Hải, nằm trong thành phần Lực lượng Đặc nhiệm Hải quân phía Tây dưới quyền Chuẩn đô đốc H. Kent Hewitt để tham gia Chiến dịch Husky, cuộc đổ bộ của lực lượng Đồng Minh lên Sicily, Ý. Được giao nhiệm vụ bảo vệ các tàu chở quân, nó đã giúp chống trả nhiều đợt không kích ném bom, ghi được chiến công bắn hạ một máy bay đối phương, chịu đựng 11 quả bom ném suýt trúng.
Hoạt động mặt biển đầu tiên của Gherardi diễn ra vào cuối tháng 7 và đầu tháng 8, khi nó tham gia nhiều chiến dịch càn quét dọc theo bờ biển phía Bắc Sicily, và chung quanh cảng Palermo. Trong đêm 3-4 tháng 8, nó cùng tàu khu trục Rhind thực hiện cuộc càn quét ban đêm dọc theo bờ biển, khi vào lúc 22 giờ 15 phút, ở cách vài hải lý ngoài khơi mũi Calava, họ bắt gặp một đoàn tàu đối phương được hai chiếc tàu phóng lôi E-boat hộ tống. Ở khoảng cách 4.000 yd (3.700 m), các tàu khu trục chiếu sáng đối thủ bằng đạn pháo sáng và khai hỏa dàn pháo chính. Một chiếc E-boat nổ tung lúc 22 giờ 25 phút và một trong các con tàu được hộ tống bị đánh chìm; chiếc E-boat còn lại phóng ít nhất một quả ngư lôi nhưng bị trượt. Tài liệu thu được sau này cho biết các con tàu Đức đang vận chuyển mìn.
Gherardi quay trở về New York vào ngày 22 tháng 8, thực hiện một loạt các chuyến hộ tống vận tải sang Bắc Ireland và Anh Quốc, ghé qua Belfast và Derry cũng như Swansea, Wales. Nó quay trở về New York sau chuyến đi cuối cùng vào ngày 13 tháng 2 năm 1944; và sau khi được huấn luyện khẩn trương tại Casco Bay, Maine, đã thực hiện chuyến đi đến Gibraltar cùng một lực lượng tuần tiễu lớn từ ngày 23 tháng 3 đến ngày 22 tháng 4. Vào ngày 8 tháng 5, nó rời New York để đi sang Bắc Ireland tổng dượt cho Chiến dịch Overlord, cuộc Đổ bộ Normandy lên miền Bắc nước Pháp. Vào sáng ngày D, 6 tháng 6, nó di chuyển đến khu vực hỗ trợ hỏa lực như một đơn vị thuộc Lực lượng Tấn công lên bãi Utah dưới quyền Chuẩn đô đốc Don P. Moon. Nó bắn pháo hỗ trợ theo yêu cầu của đội kiểm soát hỏa lực trên bờ mở đường cho lực lượng tiến lên, phá hủy các đường sắt, khẩu đội pháo cùng các mục tiêu đối phương khác. Những hoạt động này thu hút hỏa lực bắn trả nặng nề của đối phương, và nó sa vào một cuộc đấu tay đôi với pháo bờ biển và xế chiều hôm đó. Tiêu phí hết cơ số đạn dược, nó bị buộc phải rút lui về Plymouth, Anh để tiếp tế. Quay trở lại bãi Utah, nó được phân nhiệm vụ bảo vệ, kéo dài cho đến ngày 25 tháng 6, khi nó gia nhập Lực lượng Đặc nhiệm 129, đơn vị bắn phá dưới quyền Chuẩn đô đốc Morton Deyo hỗ trợ cho cuộc tấn công lên Cherbourg của Tập đoàn quân 1.
Rời khu vực Normandy vào ngày 18 tháng 7, Gherardi đi đến Malta nơi nó gia nhập một lực lượng đặc nhiệm tàu sân bay hộ tống Anh-Mỹ vốn được huấn luyện để tham gia Chiến dịch Dragoon, cuộc đổ bộ của lực lượng Đồng Minh lên miền Nam nước Pháp dự định vào ngày 15 tháng 8. Vào ngày 9 tháng 8, nó gặp gỡ lực lượng tấn công tàu sân bay và cơ động đến khu vực xuất phát. Trong hai tuần, chiếc tàu khu trục hộ tống các tàu sân bay khi chúng tung các cuộc không kích hỗ trợ cho cuộc đổ bộ. Sau khi hoàn tất nhiệm vụ, nó quay trở về Hoa Kỳ, về đến New York vào ngày 16 tháng 9, và lập tức được cải biến thành một tàu quét mìn cao tốc.

### Thái Bình Dương
Gherardi được xếp lại lớp vào ngày 15 tháng 11 năm 1944 với ký hiệu lườn mới DMS-30, và sau nhiều đợt thử nghiệm và hiệu chỉnh, nó gia nhập Đội quét mìn 60 và đi sang khu vực Thái Bình Dương, ghé qua San Diego, Trân Châu Cảng và Eniwetok. Nó đi đến Ulithi vào đầu tháng 3 năm 1945, để rồi lại tiếp tục hướng sang Okinawa, đến nơi vào ngày 25 tháng 3. Tại đây nó tham gia các hoạt động quét mìn nhằm chuẩn bị cho cuộc đổ bộ lên hòn đảo này vào ngày 1 tháng 4 dưới sự chỉ huy chung của Đô đốc Raymond A. Spruance, Tư lệnh Đệ Ngũ hạm đội. Sau đợt đổ bộ ban đầu, nó hộ tống bảo vệ cho các tàu chiến hạng nặng thuộc lực lượng bắn hỏa lực hỗ trợ, và trợ giúp khi cần thiết. Trong ba tháng hoạt động liên tục, nó phải chống trả nhiều đợt tấn công tự sát của máy bay kamikaze đối phương. Vào cuối chiến dịch Okinawa, nó tham gia bắn phá vào ban ngày và bắn pháo sáng vào ban đêm tại vùng bờ biển phía Nam Okinawa, hỗ trợ cho việc tiến quân của lực lượng trên bờ.
Vào đầu tháng 7, Gherardi trở thành soái hạm của Tư lệnh Đội quét mìn 60, và làm nhiệm vụ bắn hỏa lực hỗ trợ cho một nhóm các tàu quét mìn hạm đội nhỏ hơn trong biển Hoa Đông. Nhiệm vụ này kéo dài cho đến ngày 19 tháng 8, khi nó gia nhập Đệ Tam hạm đội và tiến hành quét mìn trong vịnh Tokyo chuẩn bị cho việc đầu hàng sau cùng và chiếm đóng; văn kiện Nhật Bản đầu hàng được chính thức ký kết trên chiếc thiết giáp hạm Missouri vào ngày 2 tháng 9. Sau đó nó thực hiện một loạt các hoạt động quét mìn, rà quét sạch vùng biển chung quanh phía Nam Kyūshū và Triều Tiên. Nhiệm vụ này kéo dài cho đến ngày 5 tháng 12, khi nó khởi hành từ Sasebo, Kyūshū, để quay trở về San Diego, đến nơi vào ngày 23 tháng 12.

## 1946–1955
Gherardi rời San Diego ba ngày sau đó, băng qua kênh đào Panama để hướng đến Norfolk, Virginia, đến nơi vào ngày 9 tháng 1 năm 1946. Nó trở thành một đơn vị của Đội quét mìn 6, Hạm đội Đại Tây Dương, và đặt căn cứ tại Norfolk cho đến tháng 6, khi cảng nhà của nó được chuyển đến Charleston, South Carolina. Từ tháng 6 năm 1946 đến tháng 10 năm 1947, nó hoạt động ngoài khơi Charleston, làm nhiệm vụ kéo mục tiêu tại khu vực Bermuda; đi đến Newfoundland để huấn luyện mùa Đông trong vịnh Placentia trước khi quay trở về Charleston vào ngày 29 tháng 11. Nó trải qua thời gian còn lại của năm tại Charleston, và bước sang năm 1948 thực hành huấn luyện quét mìn cũng như huấn luyện trong thời tiết lạnh tại Newfoundland trong tháng 11.
Vào ngày 3 tháng 1 năm 1949, Gherardi rời Charleston cho lượt phục vụ đầu tiên cùng Đệ Lục Hạm đội tại Địa Trung Hải. Nó quay trở về Charleston vào ngày 2 tháng 4. Sau một chuyến viếng thăm đến Port-au-Prince, Haiti, vào tháng 5 và một chuyến đi đến New London vào tháng 6, con tàu được đại tu rồi đi đến vịnh Guantánamo để huấn luyện. Trong hai năm tiếp theo sau, chiếc tàu quét mìn hoạt động dọc theo vùng bờ Đông Hoa Kỳ và tại vùng biển Caribe, tham gia cuộc tập trận Chiến dịch Observant của Hạm đội Đại Tây Dương ngoài khơi Vieques, Puerto Rico, rồi đi đến Onslow Beach, North Carolina tham gia các cuộc thực tập đổ bộ.
Vào ngày 8 tháng 1 năm 1952, Gherardi khởi hành từ Charleston cho lượt phục vụ thứ hai cùng Đệ Lục hạm đội, quay trở về Hoa Kỳ vào ngày 26 tháng 6. Hai tháng sau, nó lại khởi hành từ Charleston, lần này là để tham gia cuộc tập trận Chiến dịch Mainbrace của Khối NATO tại Bắc Đại Tây Dương. Trong hai năm tiếp theo, ngoại trừ việc phục vụ cùng Đệ Lục hạm đội, nó chủ yếu huấn luyện và tập trận ngoài khơi Charleston và dọc theo bờ Đông.
Trong tháng 1 và tháng 2 năm 1955, Gherardi tham gia cuộc tập trận Chiến dịch Springboard tại vùng biển Caribe; rồi trong tháng 3 và tháng 4, nó tham gia cuộc tập trận "LANTMINEX" của Hạm đội Đại Tây Dương. Vào ngày 15 tháng 7 năm 1955, nó được xếp lại lớp với ký hiệu lườn DD-637. Không lâu sau đó, nó đi đến Xưởng hải quân Charleston để đại tu chuẩn bị xuất biên chế. Nó xuất biên chế tại đây vào ngày 17 tháng 12 năm 1955, và được đưa về Hạm đội Dự bị Đại Tây Dương.
Gherardi được cho rút khỏi danh sách Đăng bạ Hải quân vào ngày 1 tháng 6 năm 1971 và bị đánh chìm như một mục tiêu ngoài khơi Puerto Rico vào ngày 3 tháng 6 năm 1973.

## Phần thưởng
Gherardi được tặng thưởng năm Ngôi sao Chiến trận do thành tích phục vụ trong Thế Chiến II.